# Obwalden
Obwalden là một bang của Thụy Sĩ. Bang được lập năm 1291. Thủ phủ bang là Sarnen. Bang có dân số 327.000, diện tích 491 km2. Bang có 7 hạt. Đây là bang nói tiếng Đức. Mã bưu chính là 600.